# Sierra de Tamaulipas
Sierra de Tamaulipas är en bergskedja i Mexiko.   Den ligger i delstaten Tamaulipas, i den centrala delen av landet, 500 km norr om huvudstaden Mexico City. Arean är 3 340 kvadratkilometer.